# Trichillum externepunctatum
Trichillum externepunctatum là một loài bọ cánh cứng trong họ Bọ hung (Scarabaeidae).